# Tommaso Buscetta
Tommaso Buscetta (13. července 1928 Palermo – 2. dubna 2000, Florida) byl sicilský mafián, únosce, obchodník s drogami a zločinec.

## Životopis
Byl nejmladším ze 17 dětí vychovávaných v chudé oblasti Palerma. S trestnou činnosti začal již v mladém věku. V roce 1945 se zapletl s mafií a následující rok byl již plnoprávným členem rodiny Porta Nuova. Jeho první šéf byl Giuseppe „Pippo“ Calo. Jeho první prací bylo většinou pašování cigaret.
Po masakru v Ciaculli v roce 1963 uprchl do Spojených států amerických, kde mu místní zločinecká rodina pomohla v podnikání s prodejem pizzy. V roce 1968 byl odsouzen v nepřítomnosti za dvojnásobnou vraždu a následně v roce 1970 zatčen v New Yorku. Vzhledem k tomu, že italské orgány nepožádaly o jeho vydání, byl propuštěn. Ihned se přesunul do Brazílie, kde znovu začal s organizováním zločinu, založením obchodní sítě s drogami. V roce 1972 tam byl zatčen a následně vydán do Itálie, kde byl odsouzen na doživotí za dvojnásobnou vraždu z minulých letech. V roce 1980 při krátkém propuštění utekl znovu do Brazílie, kde byl v roce 1983 opět zatčen a poslán zpět do Itálie, kde se pokusil o sebevraždu. Když se mu to nepodařilo, rozhodl se opustit mafii. Požádal o rozhovor s bojovníkem proti mafii Giovanni Falconem a stal se jeho informátorem.
V roce 1970 vyšel ve Spojených státech amerických zákon, který se měl stát zbraní proti mafii. Umožňoval podání žaloby i v případě, kdy byla osoba jen v podezření, že patří k nějaké kriminální organizaci. V současnosti porušuje mnoho mafiánů pravidlo omerty, když vypovídá proti svým společníkům, což usnadňuje vyšetřování a usvědčení pachatelů. Nejznámějším mafiánem v tomto směru se stal právě Tommaso Buscetta.
Zemřel na Floridě na rakovinu v roce 2000, ve věku 71 let. Poslední roky žil v míru a v ústraní v USA.